# Full Blast
Full Blast – dziewiąty studyjny album amerykańskiego rapera MC Hammera. Został wydany 31 stycznia, 2004 roku. W tytułowym utworze Hammer dissuje Eminema i Busta Rhymesa.

## Lista utworów
Opracowano na podstawie źródła.
1. "Sunshine In Summertime" (featuring Pleasure)
2. "Full Blast"
3. "Hard Times"
4. "I Won't Give Up"
5. "I Used To Love Her" (introducing Pleasure)
6. "Sunshine At Summertime" (instrumental mix)
7. "Full Blast" (instrumental mix)
8. "Hard Times" (instrumental mix)
9. "I Won't Give Up" (instrumental mix)
10. "I Used To Love Her" (instrumental mix)